# Compagnia (album)
Compagnia è il settimo album in studio del cantante pop italiano Riccardo Fogli, pubblicato nel 1982 dalla casa discografica Paradiso.
I Pooh, nelle persone di Roby Facchinetti e Stefano D'Orazio, hanno collaborato - con brani non inediti - alla realizzazione del disco (D'Orazio firma un testo) e proprio Facchinetti compare nella foto retro copertina del vinile, immortalato in un tavolo a quattro con Dario Baldan Bembo, Fogli e Maurizio Fabrizio. Nascerò con te è una cover della canzone che Riccardo aveva già cantato nell'album Alessandra, quando era bassista e front-man dei Pooh, mentre Io voglio vivere era già stata proposta da Alice Visconti.
Da sottolineare tra gli inediti la canzone Come cambia in fretta il cielo, così come Un angelo, Altri tempi e Donne. 

## Tracce
1. Compagnia – 4:04 (Guido Morra e Maurizio Fabrizio)
2. Tu cosa fai stasera? – 3:48 (Paolo Amerigo Cassella e Dario Baldan Bembo)
3. Un angelo – 3:20 (Guido Morra e Maurizio Fabrizio)
4. Io voglio vivere – 4:36 (Renato Brioschi, Cristiano Minellono e Stefano D'Orazio)
5. Come cambia in fretta il cielo – 4:12 (Maurizio Piccoli e Maurizio Fabrizio)
6. Per amarti – 4:34 (Maurizio Fabrizio e Bruno Lauzi)
7. Altri tempi – 4:06 (Guido Morra e Maurizio Fabrizio)
8. La voglia di sognare – 3:24 (Carla Vistarini-Luigi Lopez)
9. Donne – 3:48 (Maurizio Fabrizio)
10. Nascerò con te – 4:50 (Valerio Negrini e Roby Facchinetti)

Durata totale: 40:42

## Formazione
- Riccardo Fogli - voce
- Massimo Buzzi - batteria
- Roberto Puleo - chitarra elettrica
- Massimo Di Vecchio - tastiera
- Maurizio Fabrizio - chitarra acustica
- Gigi Cappellotto - basso
- Andy Surdi - batteria